# Штинь Юрій Романович
Юрій (Юрок) Штинь (нар. 1 січня 1967, Ходорів) — український музикант, композитор, продюсер.

## З життєпису
Народився 1 січня 1967 року в містечку Ходорові Львівської обл.. Молодший брат Ростислава Штиня, також музиканта та продюсера. Батько Роман Штинь, родом з села Устрики-Долішні (біля Сяну), а мама Стефанія (з дому Цибран) родом з Демидова.
Штинь був креативом гурту «Струз мозку» — попередника «Опального принца». В цьому гурті брали участь Юрій та Ростислав Штині, Роман Брицький, Борис Розентул та молода актриса Людмила Разік з театру Марії Заньковецької.
Автор музики та текстів альбомів «Мандри», «Нова Революція» групи «Опальний принц», музики та текстів альбому «Амок» проекту «Луні Пелен» (англ. Loony Pelen).
Написав фортепіанні твори «Ілді», «Міражі» (виконання Етелли Чуприк, альбом фортепіанної музики українських композиторів «Ванкуверські колекції. Невідомі Генії»).
Продюсер проекту «Луні Пелен» (англ. Loony Pelen)